# ادسون پوچ
ادسون رائول پوچ کورتس (اسپانیایی: Edson Raúl Puch Cortez‎؛ زادهٔ ۹ آوریل ۱۹۸۶) بازیکن فوتبال اهل شیلی است.

## باشگاهی
از باشگاه‌هایی که در آن بازی کرده‌است می‌توان به یونیورسیداد شیلی، الوصل، هوراکان، ال‌دی‌یو کیتو، پاچوکا و کرتارو اشاره کرد.

## تیم ملی
وی همچنین در تیم ملی فوتبال شیلی بازی کرده‌است.